# Phare du Toulinguet
Der Leuchtturm von Toulinguet (frz. Phare du Toulinguet) befindet sich am äußersten Ende der Crozon-Halbinsel in der Gemeinde Camaret-sur-Mer in der Bretagne.
Es ist ein Leuchtturmhaus, das 1848 auf der Landspitze von Toulinguet gebaut und im Juli 1849 in Betrieb genommen wurde.
Der Leuchtturm befindet sich auf militärischem Gelände, er ist daher für die Öffentlichkeit nicht zugänglich. Ein 1812 errichteter Turm und ein Schutzwall beschränken den Zugang. Auf dem Gelände befindet sich auch das Sémaphore du Toulinguet.